# Ignatius Ogilvy
Ignatius Ogilvy est un personnage de fiction appartenant à l'univers de DC Comics, et est un adversaire de Batman. Grand, blond, c'est un gangster très intelligent et ambitieux.

## Biographie du personnage
Enfant, Ignatius Ogilvy a vu ses parents se faire assassiner par le rival du criminel pour lequel travaillait son père. Son père était un petit malfrat sans histoires, qui avait toujours recommandé à son fils de rester à sa place dans la société sans faire de vagues. Par la suite Ignatius Ogilvy décida de suivre les traces de son père en se faisant engager par le gang du Pingouin avant de constater que la doctrine de son père ne l'a amené qu'à se faire tuer. Ignatius Ogilvy décide alors de se faire un nom dans le crime organisé, jusqu'en haut de l'échelle. Pour y parvenir, il ne cesse de gravir les échelons du gang du pingouin et de gagner la confiance de son patron, se faisant successivement coursier, guetteur, chauffeur, portier, homme de main, percepteur, bookmaker, videur et comptable. Ayant analysé les habitudes de Batman, qui l'a souvent battu au cours de sa carrière, il essaye le plus possible de ne pas attirer sur lui l'attention du chevalier noir, et évite donc de tuer des civils lors de ses missions. Mais il n'hésite pas à assassiner ses camarades criminels dont le talent pourrait présenter un obstacle à ses ambitions. Ses efforts en font le bras droit du Pingouin, et celui de ses sbires en lequel il a le plus confiance.
Ignatius Ogilvy accompagne son employeur à de nombreuses reprises. Lorsque Bruce Wayne est attaqué à un gala de charité (par un tueur à gages précédemment engagé par le pingouin), c'est Ignatius Ogilvy qui conseille au Pingouin de s'interposer pour devenir le héros de Gotham. Plus tard, chargé de se débarrasser de Poison Ivy, il se contentera de la retenir prisonnière avant de la libérer plus tard, estimant qu'elle pourrait servir ses plans. Le Pingouin est appelé par le Joker à l'asile d'Arkham pour une nouvelle offensive contre Batman, et Ogilvy (qui se fait désormais appeler Empereur pingouin) en profite alors pour s'emparer de l'organisation, de l'empire, du manoir et de la fortune de son ancien patron. Désormais affublé d'un monocle et d'un parapluie arme, Empereur pingouin est connu dans le milieu de la pègre comme le nouveau parrain de la ville.
Profitant du retour du Joker, Empereur pingouin en fait son bouc émissaire pour tous les crimes de son gang, allant jusqu'à diffuser du gaz hilarant mortel sur les lieux de ses forfaits. Il embauche Victor Zsasz pour assassiner les avocats du Pingouin. Empereur pingouin réussit de cette manière à faire envoyer le Pingouin à Blackgate, dont il ne sortira qu'en faisant menacer le juge. Ayant libéré Poison Ivy, il lui demande de lui fournir de l'écorce pour faire de lui un surhomme. Il se procure également du Venin et le sérum Man-Bat, qu'il a fait répandre dans un quartier de Gotham par Victor Zsasz, transformant la population du quartier en monstres et semant la panique sur la ville. Il braque alors la banque principale de Gotham et lance un défi à Batman pour l'attirer dans un piège.
Batman se rend alors au manoir d' Empereur pingouin, et l'affronte, qui, grâce au Venin, au Man-Bat et à l'écorce fournie par Poison Ivy, est devenu un humanoïde bleuté et aux yeux rouges, doté d'une force, d'une vélocité et d'une endurance largement supérieure à celle du héros. Empereur pingouin terrasse Batman et le pend à un arbre au bout d'une chaine, le laissant suffoquer. Batman est sauvé par le Pingouin, et reprend le combat avec Empereur pingouin en utilisant cette fois ses gadgets, contre lesquels le criminel est impuissant. Empereur pingouin perd mais affirme se satisfaire d'avoir vaincu Batman et le Pingouin, et ainsi laissé son empreinte dans l'histoire de la ville. Il est envoyé au pénitencier de Blackgate, où il assassine le détenu le plus influent de la prison, et se déclare, devant les autres prisonniers, Empereur Blackgate.

## Éditions françaises
- Batman : Empereur Pingouin, Collection DC Renaissance, Urban Comics, 2017. Contient Detective Comics vol.2 #13-21  (ISBN 979-1-0268-1097-1)